# La Trinité, Eure
La Trinité là một xã thuộc tỉnh Eure trong vùng Normandie miền bắc nước Pháp.